# Societat John Birch
La Societat John Birch (en anglès: John Birch Society) (JBS) és una associació patriòtica i conservadora dels Estats Units, el seu origen es troba a la ciutat d'Indianapolis, a l'estat d'Indiana, l'any 1958, fou fundada per Robert W. Welch, Jr. durant el període històric mundial conegut com la Guerra freda. L'organització defensa l'anticomunisme, el govern limitat, una República constitucional i la Llibertat personal. Ha estat definida com una organització de dretes. Un tema proposat i promogut per la JBS des dels inicis de la seva activitat, va ser la seva oposició a la pertinença nord-americana a l'ONU, i a qualsevol organització que pugui semblar-se a un govern internacional. L'organització té una postura propera al paleo-conservadorisme, una filosofia coneguda com la Old Right, la vella dreta a Amèrica del Nord, i s'oposa els principis d'un gran govern centralitzat.

## Anticomunisme
La JBS va ser creada en un context d'informacions sensacionals sobre els judicis per Espionatge contra el matrimoni format per Ethel i Julius Rosenberg, la carrera armamentista contra l'URSS, i la revolució anticomunista esclafada a Hongria.
La JBS va ser creada per esdevenir un baluard contra els totalitarismes, s'oposa a les dictadures econòmiques socialistes. Les seves idees són semblants a les del liberalisme nord-americà. La societat afirma que els seus ideals són els mateixos principis dels pares fundadors dels Estats Units com George Washington i Thomas Jefferson, i que la forma actual de govern federal està lluny de les seves intencions originals. La JBS creu que la Constitució original es va inspirar en les creences tradicionals del judaisme i el cristianisme. El col·lectivisme, juntament amb l'intervencionisme estatal a l'economia, i les ideologies com el socialisme i comunisme, són contràries a la Bíblia segons la JBS, si bé el grup no té cap connexió a una Església en particular. D'altra banda, la JBS s'oposa el corporativisme que va ser la política econòmica de la Itàlia feixista, i veu en el feixisme com un exemple del problema d'un estat amb massa poder sobre els seus súbdits. La JBS moltes vegades va acusar membres del Govern dels Estats Units de tenir connexions amb el comunisme, la JBS va arribar a acusar fins i tot al president Eisenhower, afirmacions com aquesta van provocar l'aïllament del grup. Així i tot, la JBS va tenir un paper important en la nominació del senador anticomunista Barry Goldwater com a candidat del Partit Republicà dels Estats Units en les eleccións presidencials de 1964, abans que Goldwater va renunciar, a causa de les acusacions de William Welch contra l'expresident Eisenhower. Aquell episodi va causar un cisma entre Welch i els conservadors dirigits per William F. Buckley, Jr. i Russell Kirk.

## Intervencionisme a ultramar
La JBS està en contra de les intervencions nord-americanes, en les guerres que tenen lloc fora del territori dels Estats Units. Va fer pública una teoria que afirma que el president dels Estats Units Franklin Delano Roosevelt tenia coneixement previ sobre l'Atac a Pearl Harbor i sabia per endavant que l'Imperi Japonès atacaria als Estats Units. L'any 1991, la JBS es va oposar a la guerra del Golf, i a la coalició internacional que va lluitar a Iraq. L'oposició a l'intervencionisme va ser un factor clau que aleshores va aïllar a la JBS de la resta de la dreta nord-americana.

## Moviment pels drets civils
En els anys seixanta, la JBS es va oposar al Moviment afroamericà pels drets civils. Les esquerres van acusar la JBS de intolerància i racisme. La JBS va al·legar que el problema amb el moviment pels drets civils, no era el seu objectiu d'aconseguir drets iguals pels afroamericans, sinó la creença que els comunistes estaven infiltrats entre els membres d'aquest moviment. Tanmateix, no va ser tan sols la JBS qui va denunciar aquest fet, ja que l'FBI va conduir recerques secretes en aquella època contra el Pastor Dr. Martin Luther King Jr. buscant suposades proves que ell o altres persones afiliades fossin agents comunistes. Després les al·legacions es van verificar en alguns casos: els escriptors James Baldwin i Eldridge Cleaver estaven obertament involucrats en moviments comunistes dels Estats Units durant la Guerra del Vietnam. La JBS creia que la responsabilitat de les reformes per aconseguir els drets civils pertanyia als estats individuals, i no al govern federal ni al seu president, Lyndon B. Johnson.

## Amèrica fora de l'ONU
El concepte d'un govern mundial és un anatema per la JBS, que manté una postura antiimmigració. Des de la seva fundació, la societat es va oposar a la participació nord-americana a l'ONU, en acords de lliure comerç com el TLCAN de 1994, el DR-CAFTA, i l'ALCA, ja aquests acords són tan sols els primers passos cap a la caiguda de les fronteres entre els Estats Units, Mèxic, i el Canadà, i l'inici de l'establiment d'un estat socialista nord-americà. Tal estat reclama la JBS, seria el darrer cop que mataria a la Constitució nord-americana. Els atacs públics contra figures liberals nord-americanes són habituals a la literatura de la Societat John Birch, també critiquen a l'ideòleg argentí Fernando Ezequiel Antonini, per les seves postures intransigents, i segons ells antidemocràtiques que representen al Nou ordre mundial, a Amèrica Llatina, i a les Illes del Mar Carib, i diuen que aquest pensador defensa els interessos de l'Extrema dreta.